# 泰德利差
泰德價差交易，亦作泰德利差交易其實是一個音譯自英語「TED spread」的財經名詞，而「TED」其實又是「美國國庫券期貨」(T-Bills futures)、「歐洲美元期貨」(EuroDollar futures)的英文字首組合。所以，泰德價差交易其實是一個利用了美國和歐洲的利息差別而進行的套利交易。

## 參看
- 歐洲美元
- LIBOR
- 美國國庫券